# みふねたかし
みふねたかしは、日本のイラストレーター。

## 概要
いらすとやを主宰しており、2012年より毎日新たな作品の発表をしてきたが、2021年1月より、体力的にも精神的にも厳しいため不定期に発表することにした。この時点で25,000点ほどの作品が発表されている。
いらすとやで初めて発表したのは2012年1月31日の笑う赤鬼であった。10年目の区切りとなる2021年1月31日にサイトの更新を一旦停止した。ここ数年は他にもやることが増えていたことも停止した理由。
現在は企業とのコラボレーションやLINEスタンプの作成などを中心に活動している。
みふねたかしがイラストレーターの概念を変えた。それまではイラストは作者名が重視されてきたものの、作者名は知らないが知っているイラストというものが増加した。作者名ではなく使えるということを理由としてイラストが選ばれるようになっている。
バンダイから発売された玩具にはみふねたかしのイラストが採用されるなどで、商用としても用いられていた。